# Diakonie Vsetín
Diakonie ČCE – středisko Vsetín je jedním ze středisek Diakonie Českobratrské církve evangelické. Poskytuje služby především pro seniory, vážně nemocné (umírající) a pro rodiny s dětmi, kterým hrozí sociální vyloučení. 

## Historie
Vzniku vsetínského střediska předcházelo v roce 2003 otevření nízkoprahového klubu pro děti a mládež ROMAklub s cílem vybudovat vztahy důvěry mezi příslušníky romské a majoritní společnosti ve Vsetíně. Provoz klubu zajišťoval zpočátku Farní sbor ČCE ve Vsetíně, ale v roce 2004 převzala klub do správy Diakonie ČCE. Zároveň vznikly i další služby – Domácí péče a Poradna pro rodinné příslušníky osob s poruchami paměti a orientace. V průběhu následujících let postupně narůstal počet klientů, zaměstnanců i aktivit vykonávaných v rámci jednotlivých služeb. Začaly se pořádat také akce, které se staly tradicí (např. Broučci, Dobročinná aukce Domov, Sbírka šatstva a pod.). V roce 2006 byl otevřen denní stacionář Zahrada pro seniory, folklorní soubor Jilestar. V této době se Diakonie také podílela na uklidnění situace spojené s vystěhováním Romů na okraj města Vsetín, kam se přesunuly rovněž některé služby. V roce 2007 převzalo středisko do správy domov pro seniory Ohrada, pro seniory vznikla rovněž odlehčovací služba, pro rodiny s dětmi sociálně aktivizační služby Mozaika. V roce 2015 byl otevřen Dobročinný obchůdek. V roce 2016 přibyla služba domácí hospic Devětsil a Ošetřovatelská služba Petrklíč. Tolik potřebné Dobrovolnické centrum CéDO oficiálně zahájilo svoji činnost v roce 2019, spolu s ním i Vzdělávací institut VIDIA Vsetín, který umožňuje vzdělávání pracovníků Diakonie Vsetín, ale i pracovníkům jiných organizací a širší veřejnosti. Rok 2022 byl rokem vzniku Dětského centra Sadík a pomoci ukrajinským rodinám. 

## Poskytované služby

### Služby pro rodiče, děti a mládež
- Nízkoprahový klub pro děti a mládež Rubikon
- Služby pro rodiny s dětmi Mozaika (sociálně aktivizační služby)
- Dětské centrum Sadík

### Služby pro seniory
- Domácí péče (pečovatelská služba)
- Denní stacionář pro seniory Zahrada
- Domov Harmonie (domov pro seniory)
- Odlehčovací služba Pohoda
- Domov Vyhlídka (domov pro seniory)
- Odlehčovací služba Trnková
- Domov Jabloňová (domov se zvláštním režimem pro seniory s Alzheimerovou chorobou)

### Služby pro nemocné, umírající a pro pečující rodiny
- Devětsil Domácí hospic (terénní odlehčovací služba)
- Ošetřovatelská služba Petrklíč (zdravotní ošetření v domácím prostředí)
- Odlehčovací služba Nabersil

## Galerie

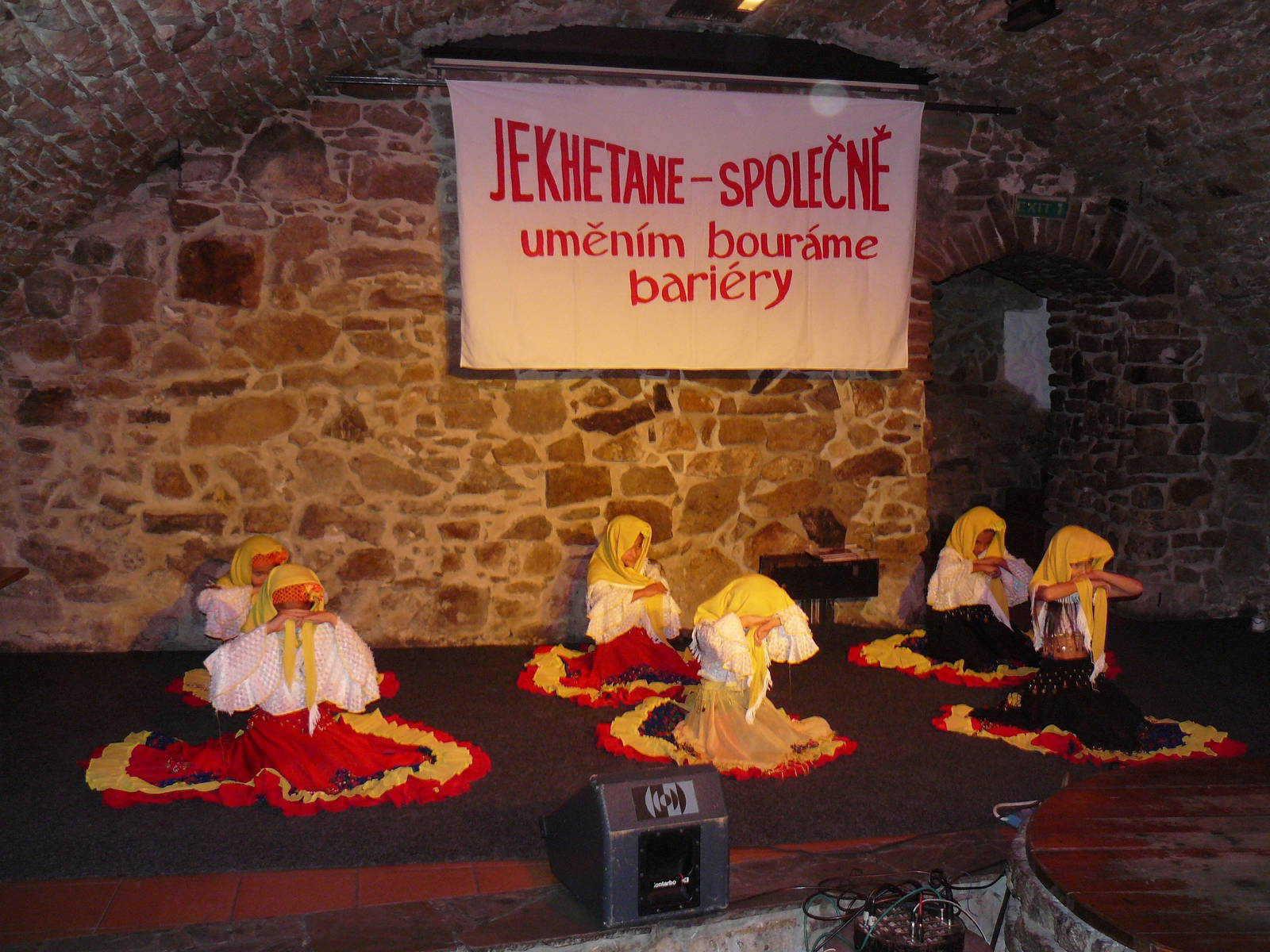
Taneční kroužek Jilestar
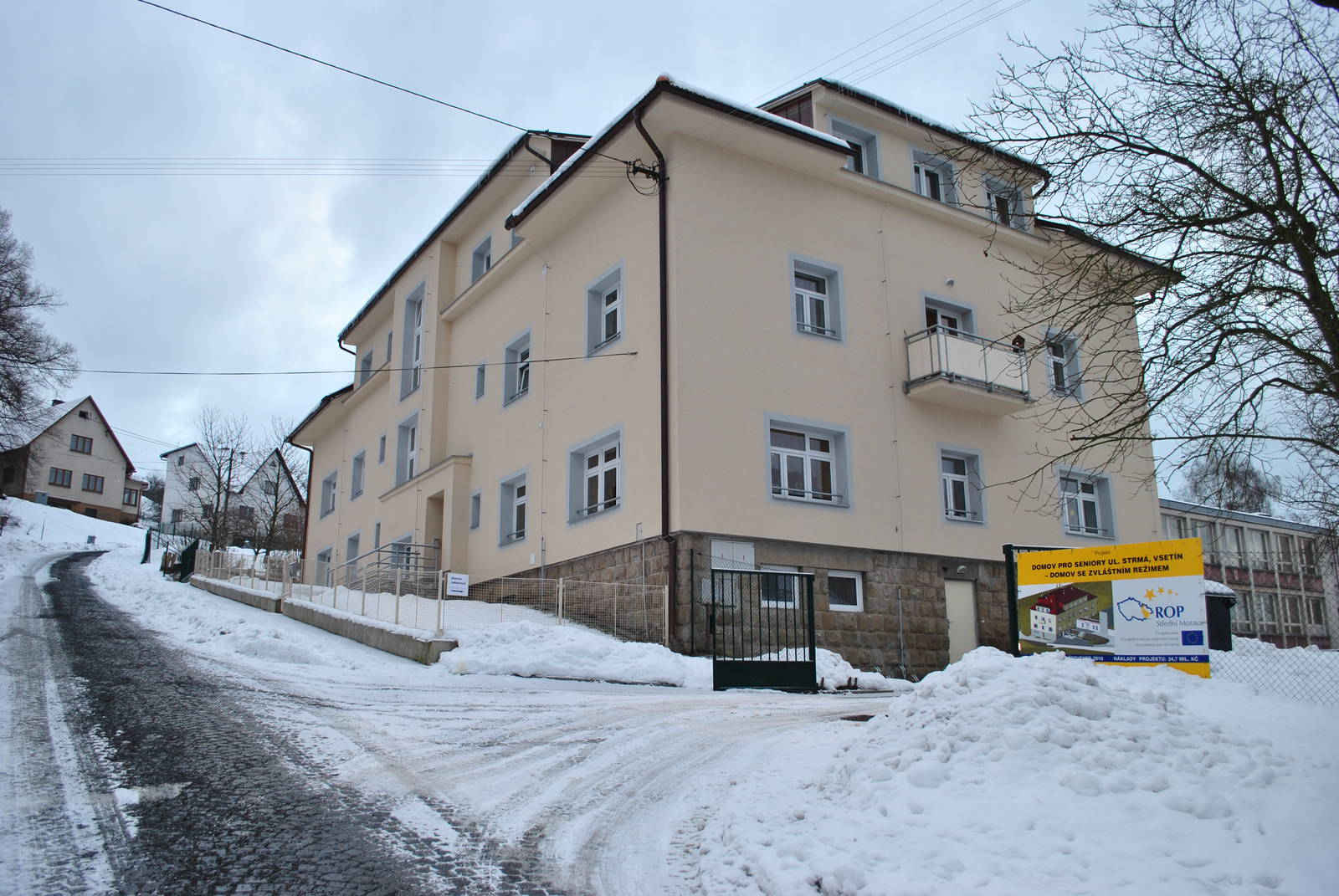
Denní stacionář pro seniory Zahrada
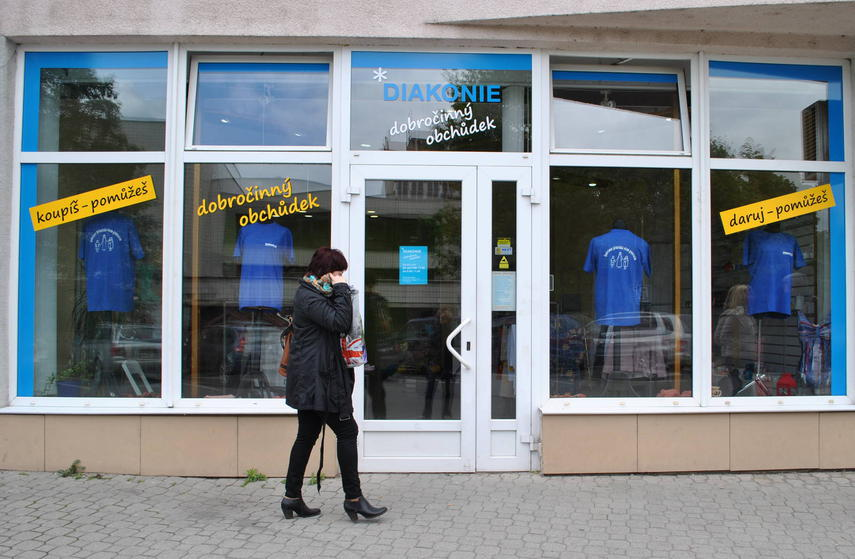
Dobročinný obchůdek Diakonie Vsetín
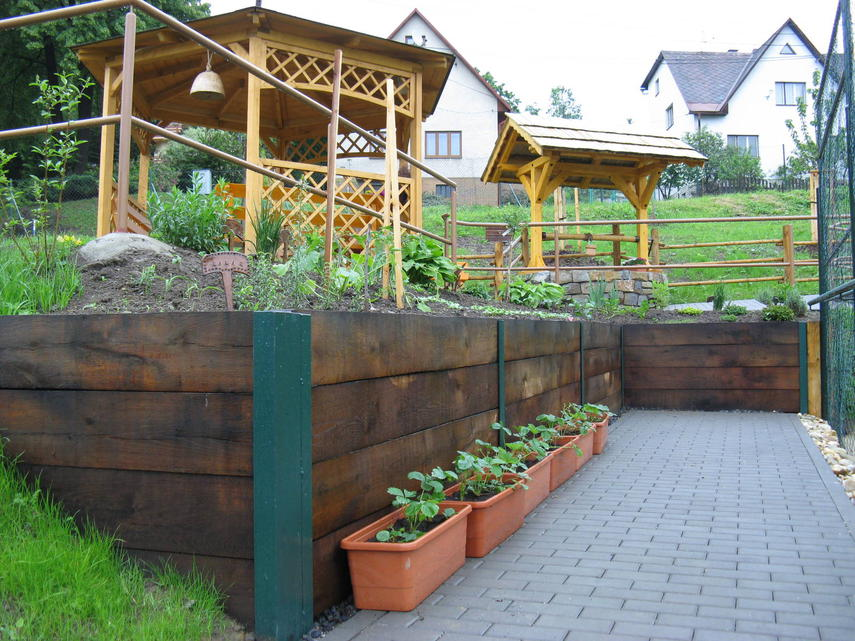
Zahrada domova Jabloňová